# Вон, Альберта
Альберта Вон (англ. Alberta Vaughn; 27 июля 1904 — 26 апреля 1992) — американская киноактриса немого кино и первого звукового кино в стиле вестерн. Она снялась примерно в 130 фильмах.

## Биография

### Ранние годы
Вон родилась в Ашленде, штат Кентукки, и была сестрой актрисы Адаме Вон.

### Карьера
В 1924 году Вон была лицом рекламной кампании WAMPAS Baby Stars вместе с Кларой Боу и Дороти Маккейл. Её карьера в кино началась в 1921 году и продолжалась до 1935 года. Она часто снималась вместе с актером Элом Куком в комедиях. Она снялась в «Рэнди едет в одиночестве» (Randy Rides Alone) (1934) с Джоном Уэйном. В сентябре 1932 года она была участницей труппы «Антракт» по пьесе сценариста Ирвинга Кэя Дэвиса. Премьера состоялась в Сан-Франциско, в ней снялись Мэдж Беллами и Джудит Воселли. Вон в последний раз появилась на экране в фильме 1935 года «Прямой эфир» с Ричардом Талмаджем.

## Личная жизнь и смерть

### Помолвки и браки
В 1926 году Вон обручилась с актером и исполнителем главных ролей Грантом Уитерсом. После объявления об их помолвке в октябре 1926 года Вон отправилась в Нью-Йорк, чтобы снять несколько эпизодов для фильма, в котором она снимала в Голливуде. Уитерс разорвал помолвку после того, как узнал, что Вон пошла с друзьями в ночные клубы Нью-Йорка. Сразу после отмены свадьбы Вон вернулась в Голливуд в качестве невесты известного адвоката (позже агента и продюсера) Чарльза К. Фельдмана.
26 августа 1928 года Вон объявила о своей помолвке с Уильямом Лайттом, «богатым молодым стальным человеком».
8 апреля 1934 года Вон вышла замуж за ассистента директора по кастингу Джозефа Эгиля из Paramount Pictures. (В других источниках фамилия Эгли). Они поженились в Юме, штат Аризона. Пара развелась 11 августа 1943 года.
В 1948 году она вышла замуж за подрядчика по кровле Джона Р. Томпсона. (Billboard записал его имя как Джон Р. Томас, сообщив в своем выпуске от 10 июля 1948 года, что Томас и она поженились 23 июня в Лос-Анджелесе).

### Проблемы с законом
Уже имея условный срок за вождение а нетрезвом виде, 13 мая 1946 года Вон была приговорена к шести месяцам тюремного заключения за вождение в нетрезвом виде.
В 1948 году её условный срок вновь был отменён и она была приговорена к году тюремного заключения за то, что вышла замуж за Джона Роберта (Томаса), так как тем самым нарушила условия ее испытательного срока за вождение в нетрезвом виде. Эти условия «требовали, чтобы она проконсультировалась с властями перед замужеством».
В марте 1949 года Вон была заключена в тюрьму за вождение в нетрезвом виде. Она предпочла тюремное заключение вместо штрафа в 25 долларов. Срок ее заключения составил 12 с половиной суток.

### Смерть
Вон умерла от рака в Студио-Сити, штат Калифорния, 26 апреля 1992 года, за два месяца до своего 88-летия, Вон была похоронена на кладбище Мемориального парка «Вальхалла».

## Избранная фильмография
- The Live Wire (1935) — Madge King
- The Laramie Kid (1935) — Peggy Bland
- Одинокий всадник Рэнди (1934) Randy Rides Alone — Sally Rogers
- Dance Hall Hostess (1933) — Myra
- Midnight Morals (1932) — Katy Dolan
- Daring Danger (1932) — Gerry Norris
- Love in High Gear (1932) — Betty
- Рабочие девушки (1931) Working Girls — Violet
- Wild Horse (1931) — Alice Hall
- Ярмарка любви (1931) The Love Bargain — Mrs. Morton; короткометражка
- Представление представлений (1929) The Show of Shows — Performer in 'Meet My Sister' Number
- Молли и я (1929) Molly and Me — Peggy
- Forbidden Hours (1928) — Nina
- Old Age Handicap (1928)
- 1928 — Небоскреб / Skyscraper — Джейн
- Uneasy Payments (1927) — Bee Haven
- The Drop Kick (1927) — Molly
- The Romantic Age (1927) — Sally
- Ain’t Love Funny? (1927) — Helen Brice
- Backstage (1927) — Myrtle McGinnis
- The Lightning Slider (1926) — короткометражка
- Чего стоит Глория? (1925) What Price Gloria? — Nita O’Neill; короткометражка